# Casino, Inc.
Casino, inc. es un juego de simulacro empresarial para Microsoft Windows lanzado el 26 de marzo de 2003 por Konami. El objetivo es construir un casino, llenarlo de atracciones como mesas de blackjack, póquer o juegos arcade, y contratar personal.

## Jugabilidad
El jugador comienza seleccionando un casino, contando con seis disponibles en total, dentro de una las siguientes ciudades: Little Hope Springs (Fácil), Fortune Falls (Medio), o Chancersville (Difícil). 
Una vez que comienza, dispondrá de determinado dinero (el monto depende de la dificultad elegida) para configurar su casino, recibiendo varios objetivos que tendrá que cumplir para bonificarse e ir subiendo de nivel. Dentro del juego se pueden adquirir tanto mejoras como atracciones, tales como bares, cocinas, hotel, pisos, pisos de baile, juegos de azar de mesa y máquinas tragamonedas. También es posible contratar empleados para atender al público a través de las distintas prestaciones mencionadas.
El juego cuenta con la posibilidad de alquilar servicios dentro de la ciudad como carteles publicitarios o transporte público, desde limusinas hasta taxis.

## Paquete de expansión
Casino, Inc. posee un paquete de expansión denominado "Casino Inc. The Management". Agrega seis nuevos estilos de casino (contando con 12 en total), tres ciudades adicionales, y mejoras en los hitmen y troublemakers. Estos últimos cuentan con bombas que podrán explotar en otros casinos.